# Kéo xô

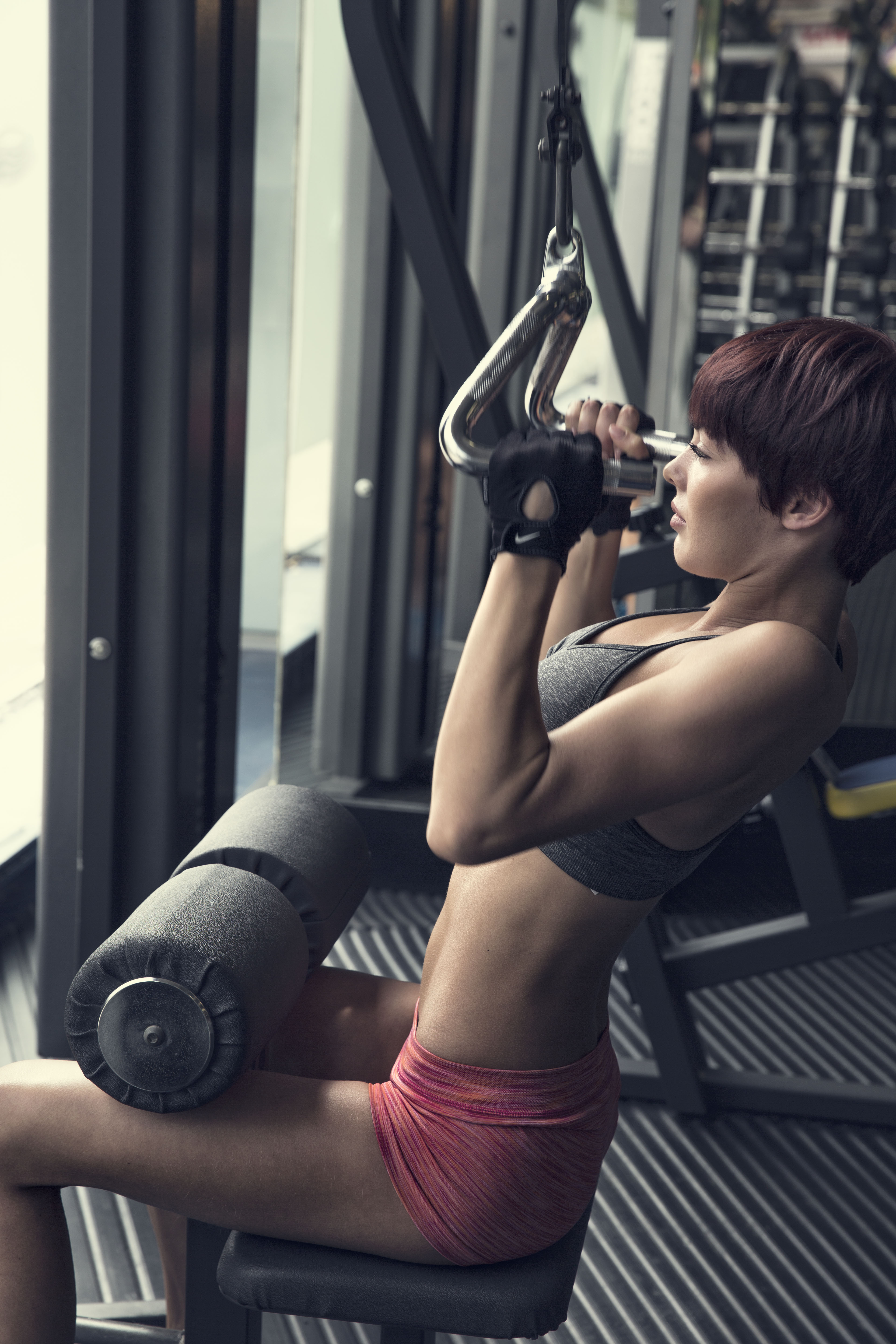
Một động tác kéo cáp trong bài tập cơ lưng xô, đây là biến thể kéo xô tay hẹp

Kéo xô hay Kéo lưng xô (Pull-down) là bài tập rèn luyện sức mạnh được thiết kế để tập trung vào tăng trưởng nhóm cơ lưng rộng (Latissimus dorsi, gọi tắt là cơ Lat hay còn gọi là cơ xô) do đó bài tập này còn gọi là kéo xô hay kéo lưng xô chỉ về nhóm cơ chủ vận của bài tập này là cơ xô. Bài tập kéo xô thực hiện chức năng xoay hướng xuống và hạ xương bả vai kết hợp với khép và duỗi khớp vai. Khi tập với thiết bị thì được gọi là bài tập kéo lưng cáp (Cable lat pull-down) tức là kéo xô bằng máy kéo cáp được thực hiện khi tay cầm được di chuyển thông qua ròng rọc của máy kéo cáp, trái ngược với việc kéo xuống trên máy đòn bẩy. Động tác kéo xô chuẩn là động tác phức hợp đòi hỏi sự tham gia của các cơ xung quanh ba khớp chuyển động trong khi tập, đó chính là sự phối hợp từ khuỷu tay kết hợp với các khớp ổ vai và vai ngực ở vành đai vai, các cơ giúp gập khớp khuỷu tay như cơ nhị đầu cánh tay, cơ cánh tay và cơ cánh tay quay hoạt động để tạo thế đòn bẩy.

## Cơ chế

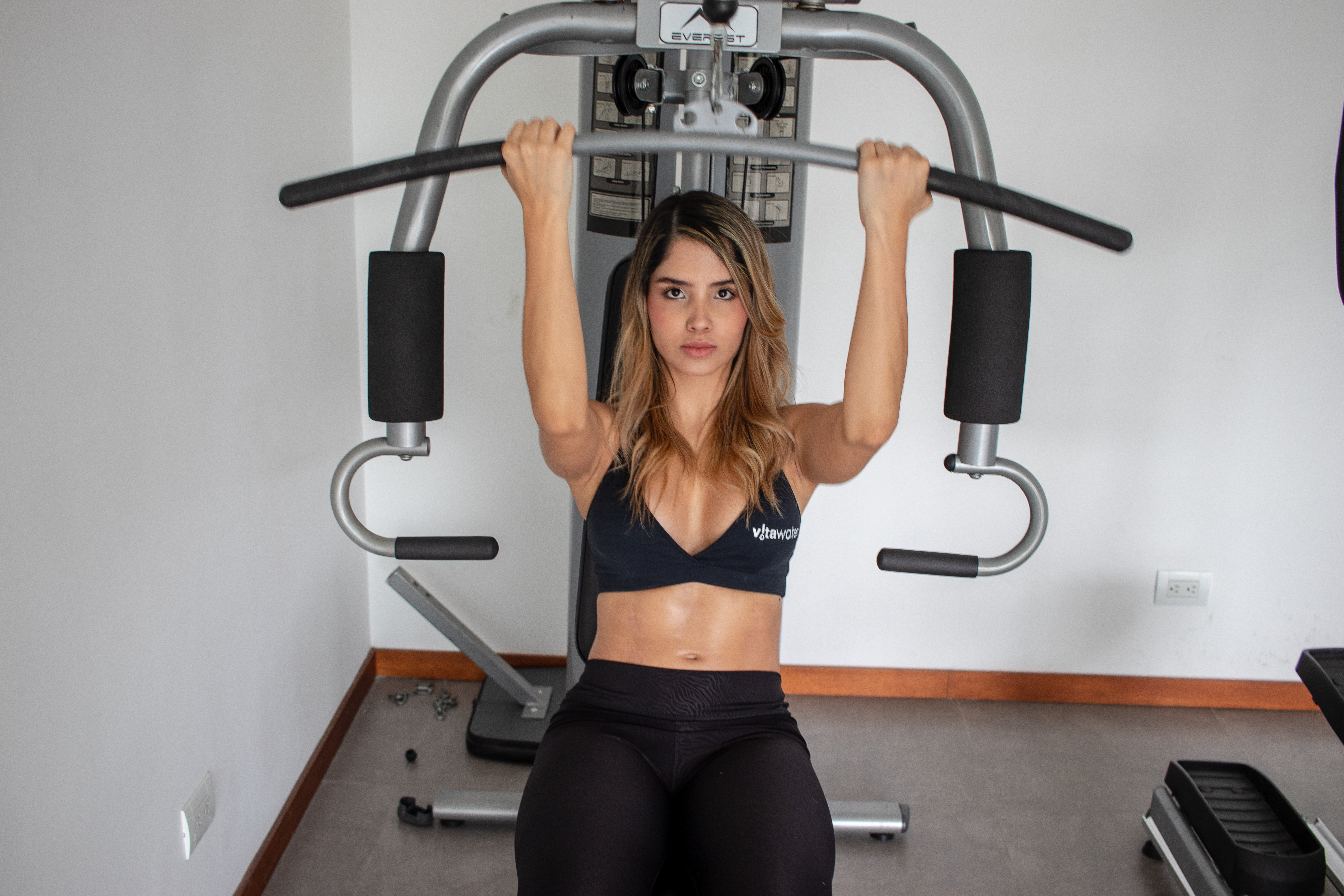
Bài tập ngồi kéo lưng xô (Lat pull down) rộng tay với thiết bị tập luyện

Vì cơ nhị đầu có nguồn gốc từ xương bả vai không giống như hai cơ kia có nguồn gốc từ xương cánh tay, cơ nhị đầu có xu hướng đóng vai trò là bộ ổn định động, giống như gân kheo trong tư thế đổ mông ngồi xổm (squat), điều này là do, trong khi cơ nhị đầu ngắn lại khi khuỷu tay uốn cong, nó cũng sẽ dài ra khi vai duỗi ra. Sử dụng tay cầm hướng về phía trước trong khi kéo xuống có xu hướng kích hoạt cơ lưng rộng nhất, không có sự khác biệt về hoạt động của cơ lưng rộng giữa các độ rộng tay cầm. Bài tập kéo xô sử dụng tạ bên ngoài chuyển động hoặc kháng lực với một vật cố định thay vì thanh cố định và một vật chuyển động. Điều này khiến bài tập kéo xô trở thành chuyển động chuỗi mở. Trọng lượng di chuyển cũng có thể được điều chỉnh để nhiều hơn hoặc ít hơn trọng lượng của người thực hiện bài tập. 
Các biến thể có thể bao gồm áp sát thanh kéo vào ngực (xương ức) so với sau gáy hoặc thay đổi khoảng cách tay (rộng so với hẹp). Bài tập này cũng có thể được thực hiện bằng máy cáp, một tay cầm gắn vào cáp được kéo về phía cơ thể, có thể thực hiện khi ngồi trên ghế dài hoặc bóng ổn định, quỳ gối hoặc ở tư thế đứng hoặc đổ mông ngồi xổm (squat). Số lần lặp lại (rep) và trọng lượng di chuyển thay đổi tùy theo kế hoạch tập luyện cụ thể của người tập luyện. Biến thể này của động tác kéo xà đơn sau gáy (Behind neck), trong đó thanh xà được kéo ra phía sau phần cổ gáy, động tác này có thể nguy hiểm, dễ chấn thương và kém hiệu quả hơn. Bài tập kéo xà đơn sau gáy không mang lại lợi ích về mặt cơ sinh học, động tác này có thể gây chèn ép các đĩa đệm cột sống cổ và làm thoát vị đĩa đệm nếu tiếp xúc bằng cách đập thanh xà vào phần cổ gáy. Ngoài ra, biến thể có thể gây chấn thương vòng xoay vai. 

## Hình ảnh

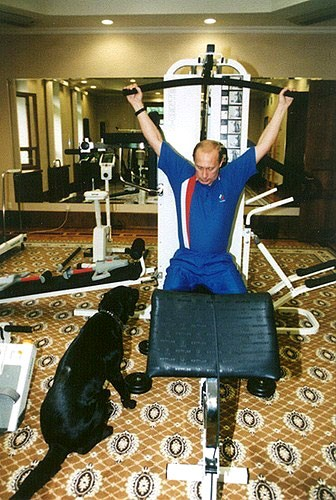
Tổng thống Nga Vladimir Putin đang tập bài kéo xô bằng máy
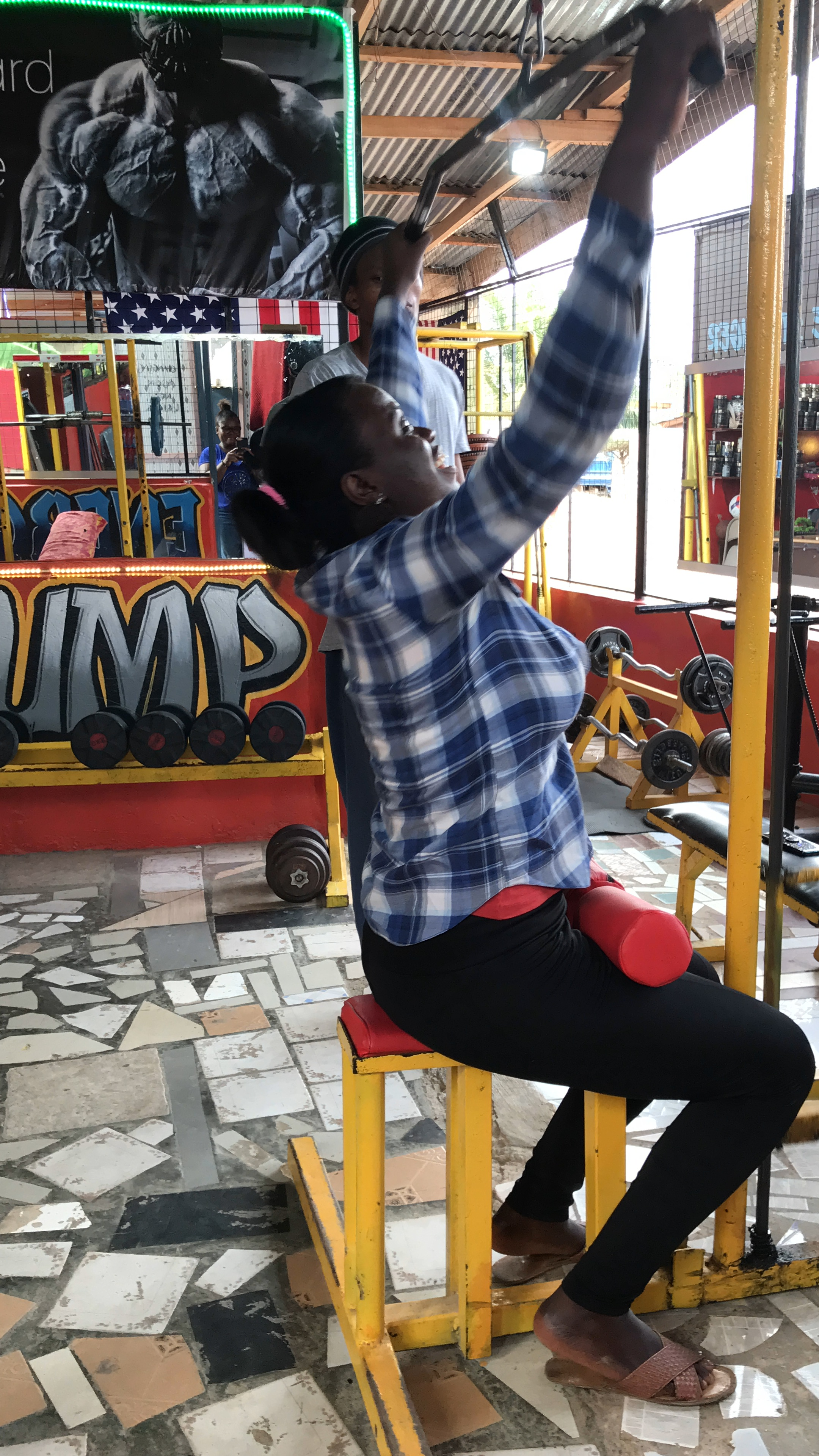
Một trẻ em đang sử dụng máy kéo xô để thực hiện bài tập
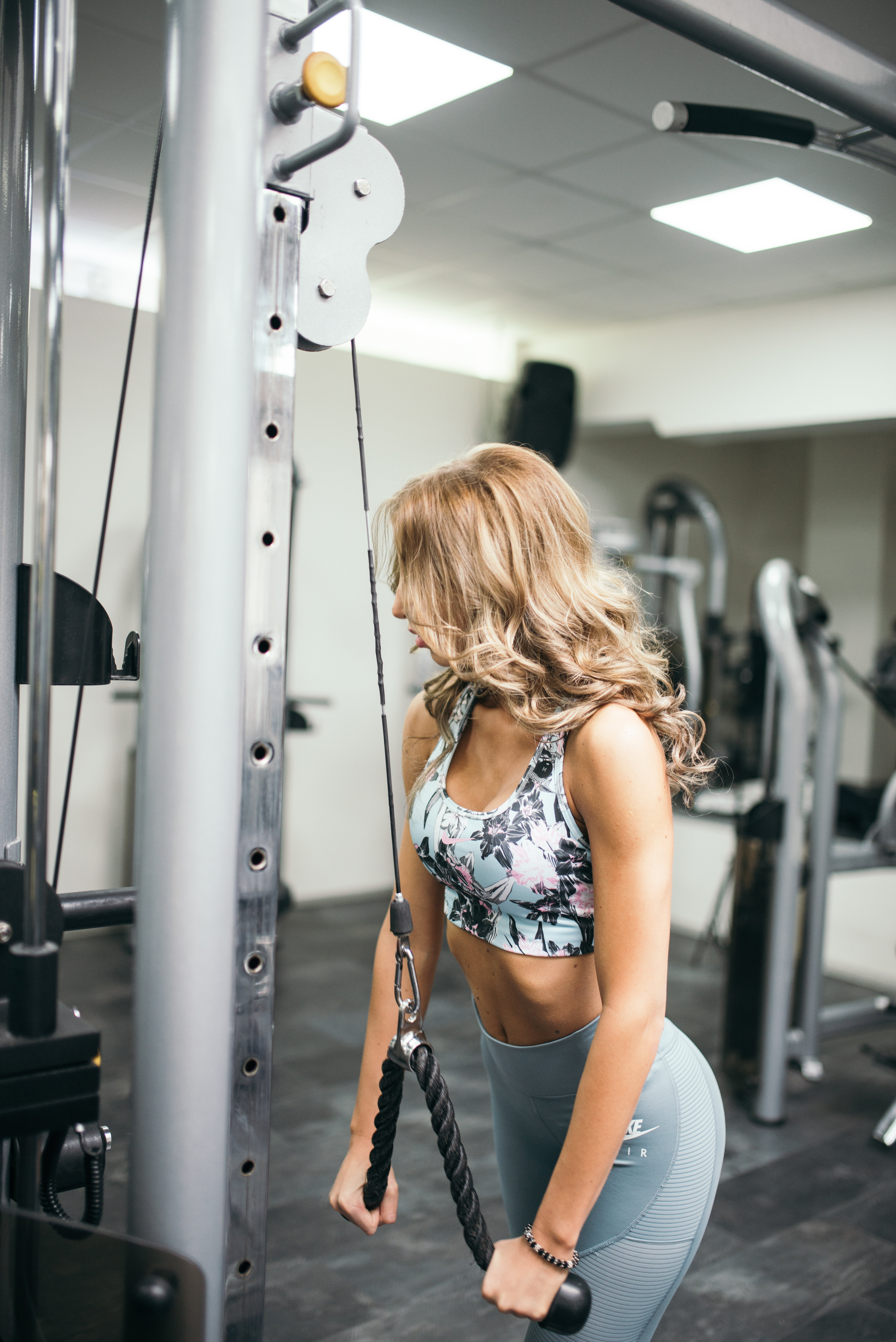
Kéo xô bằng máy kéo cáp, đây là bài tập biến thể có tác dụng bổ trợ cho cả phần bắp tay
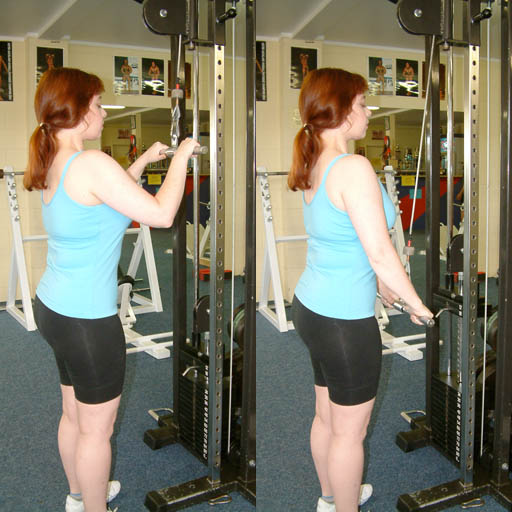
Bài tập kéo xô (đứng kéo xô)
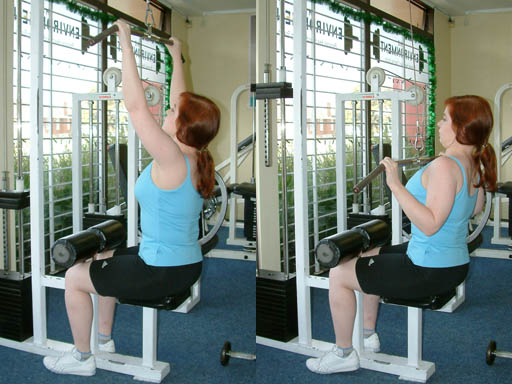
Bài tập kéo xô (ngồi kéo xô)
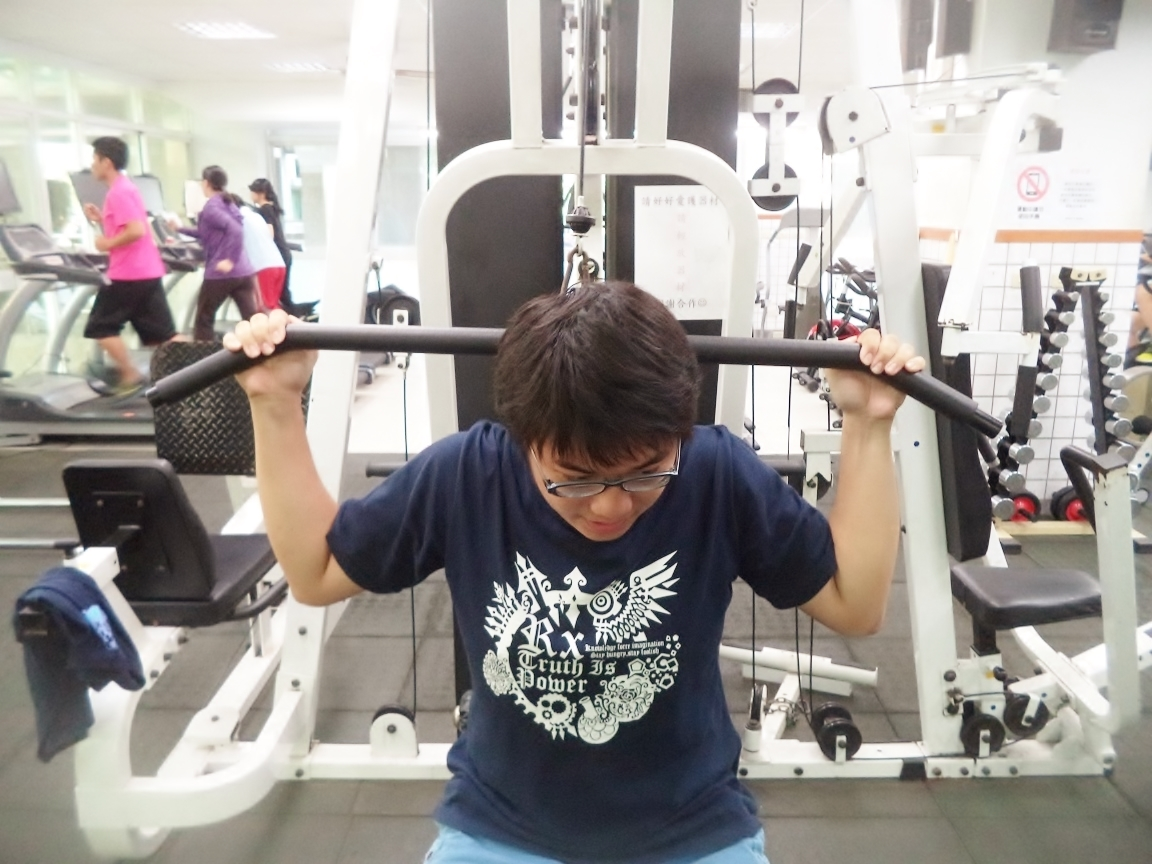
Học sinh tập kéo xô với biến thể kéo sau gáy (Behind neck)